# Pełcznica (województwo dolnośląskie)
Pełcznica – wieś w Polsce położona w województwie dolnośląskim, w powiecie wrocławskim, w gminie Kąty Wrocławskie.
W latach 1975–1998 miejscowość administracyjnie należała do województwa wrocławskiego.

## Zabytki
Do wojewódzkiego rejestru zabytków wpisany jest:
- kościół pw. św. Mikołaja, gotycki murowany, zbudowany u schyłku XV w. W 1733 r. odlano istniejący do dziś dzwon. W l. 1748-1750 - XVIII w. kościół rozbudowano, a wnętrze wyposażono w rokokowe trzy ołtarze, ambonę i chrzcielnicę.

Ponadto w Pełcznicy znajdują się:
- kamienna kapliczka słupowa pochodząca prawdopodobnie z XV lub XVI w.[5]
- plebania (dom nr 26). Nad wejściem fronton portal typu entrecoupé (z przerwą)[6]; w przerwie kartusz z herbem opata oo. norbertanów (premonstratensów) Kellera i literami D. L. F. M. P. P. oraz datami 1705 i 1789[7].